# Avstrijsko-turška vojna (1788–1791)
Avstrijsko-turška vojna (1788-1791) je bil vojaški spopad med Habsburško monarhijo in Osmanskim cesarstvom, ki je potekal sočasno z rusko-turško vojno (1787-1792). 

## Ozadje
Vojna se je začela kot rusko-turški  konflikt. Rusko carstvo na čelu s carico Katarino Veliko je bilo že prej vpleteno v osvajalske vojne proti Osmanom in oba naroda sta bila odkrito sovražna. Osmansko cesarstvo je avgusta 1787 po "številnih ruskih provokacijah"   Rusom napovedalo vojno. Avstrijski cesar Jožef II. je z Rusi leta 1781 sklenil zavezništvo, ki ga je obvezalo, da pomaga Rusom  vojni proti Osmanom.
Jožefovo vladavino so v tem času ogrožali nemiri v sedanji Belgiji in napeti odnosi z močno severno sosedo Kraljevino Prusijo. Hochedlinger zato meni, da "do vojne ni moglo priti v bolj neprimernem trenutku."
Hochedlinger meni tudi to, da so Osmani z vojno napovedjo Rusiji naredili veliko napako. Rusi so lahko evropski javnosti konflikt predstavili kot obrambno vojno proti agresorju. Franciji je osmanska vojna napoved precej otežila  njeno tradicionalno vlogo sultanovega zaščitnika pred rusko grabežljivostjo.

## Vojna
Avstrijci so v vojno vstopili februarja 1788, čeprav so takrat že izgubili najboljše možnosti za lahko zmago.  Počasne ruske priprave so omogočile  koncentracijo osmanske vojske pri Beogradu. Avstrijci so se zanašali na rusko podporo v Moldaviji, ki se je začela šele konec leta 1788, zato se je zdelo, da Jožef II. ni ravno naklonjen vojni z Osmani. Osmanska vojska je julija prečkala Donavo in vdrla v avstrijski Banat.
Obe strani je prizadelo pomanjkanje zalog, avstrijsko vojsko pa še bolezen.  Preko Donave je pribežalo kar 50.000 srbskih beguncev, kar je Avstrijcem povzročilo velike logistične težave. Sredi avgusta je Jožef II. poslal v Banat 20.400 vojakov. V Banatu je bil ustanovljen Srbski svobodni korpus s 5000 vojaki, ki so ga sestavljali begunci, pobegli  pred konflikti v Osmanskem cesarstvu. Korpus se bo boril za osvoboditev Srbije in združitev pod habsburško oblastjo.
Kasneje se je tehtnica prevesila na  avstrijsko stran. V tri tedne trajajoči kampanji pod poveljstvom feldmaršala Laudona so Avstrijci pregnali Osmane iz dela Hrvaške, Banata, dela Bosne in Beograda. Ustanovljena je bila Habsburška Srbija (1788–1792). Avstrijska vojska je pod splošnim poveljstvom kneza Suvorova odločilno sodelovala tudi pri zmagah pri Focsaniju in Rimniku, Josias Saxe-Coburški pa je osvojil Bukarešto.

## Bolezen
Na fronti je izbruhnila malarija in druge bolezni, ki so igrale pomembno vlogo. Po Braunbehrensu so bili leta 1788 zaradi epidemije vsi lazareti avstrijske vojske napolnjeni do skrajnih zmogljivosti. Zbolela je polovica vojakov, več tisoč pa je umrlo. Jožef II. je večino vojne preživel na fronti in bil eden tistih, ki je tam zbolel. Po vrnitvi s fronte je zaradi bolezni 20. februarja 1790 umrl.

## Izidi
Jožefov naslednik Leopold II. je bil zaradi grožnje, da se bo v vojno na osmanski strani vmešala Prusija, prisiljen končati vojno. Mirovna pogajanja so se končala s sklenitvijo Sistovskega mirovnega sporazuma 4. avgusta 1791. Avstrijske osvojitve so bile skromne. Vrniti je morala vsa osvojena ozemlja, razen Oršove in ozkega pasu ozemlja na hrvaško-bosanski meji  (Drežnik grad, Cetingrad, Donji Lapac in Srb). 
Rusi so osvojili novo ozemlje ob Črnem morju in prisilili Osmane, da z Jaškim sporazumom,  sklenjenim 9. januarja 1792, priznajo vse prejšnje ruske osvojitve. Za Osmansko cesarstvo je bila vojna pomemben dogodek v dolgem obdobju nacionalnega nazadovanja.
Za Srbijo, ki je bila pred vojno pod osmansko oblastjo, je imela vojne pomembne posledice. Suzana Rajić o tem piše:
"Vojne 16., 17. in 18. stoletja so v srbski zavesti vzbudile globoko pričakovanje, da bi Srbom lahko pomagala (pri osvoboditvi izpod osmanske oblasti) samo Avstrija. Ta vera se je v veliki meri izgubila po Kocini krajini in zadnji avstrijsko-turški vojni (1788-1791), ko je postalo jasno, da jih je cesar kljub zaslugam in težkim žrtvam v boju proti Turkom pustil na cedilu in sklenil mir s sultanom. Od takrat je v načrtih Srbov za obnovo njihove države glavno vlogo prevzela Rusija."

## Avstrijska domača fronta
Vojna je imela resne negativne učinke na gospodarstvo Avstrije in izničila napredek pri ustvarjanju sodobne civilne družbe. Calinger o tem piše:
"Da bi Jožef II. pridobil čas in finančna sredstva za vzpostavitev načrtovanih domačih reform, bi  potreboval stabilne zunanje zadeve. Dobro preizkušena maksima je, da vojna ustavi reforme. Vojno proti Osmanskim Turkom leta 1787 do 1790 je kljub temu sprožila Jožefova plenilska zunanja politika, združena s politiko Katarine II. Vojna je povsem uničila avstrijsko gospodarstvo. Po prvem letu vojne se je avstrijski državni dolg povečal na 22 milijonov goldinarjev, leta 1790 pa je dosegel 400 milijonov goldinarjev. Ko so se cene hrane in davki zvišali in je bila uvedena vojaška obveznost, se je razpoloženje na Dunaju grdo spremenilo. Po slabi letini 1788/89   so izbruhnili Izgredi in cesarjeva priljubljenost se je sesula."
Solomon piše, da je bila 
"Močno načeta celo morala kulturne elite; zaradi strahov pred obvezno vojaško službo so mnoge plemiške družine zapustile Dunaj; širili so se občutki razočaranja nad cesarjem Jožefom in občutek, da je izdal obljubljeno razsvetljeno reformno gibanje."